# Hypacostemma devia
Hypacostemma devia är en insektsart som beskrevs av Pieter D. Theron 1987. Hypacostemma devia ingår i släktet Hypacostemma och familjen dvärgstritar. Inga underarter finns listade i Catalogue of Life.